# (36392) 2000 OZ40
2000 OZ40 (asteroide 36392) é um asteroide da cintura principal. Possui uma excentricidade de 0.20662150 e uma inclinação de 8.08975º.
Este asteroide foi descoberto no dia 30 de julho de 2000 por LINEAR em Socorro.